# Forcipomyia acinacis
Forcipomyia acinacis är en tvåvingeart som beskrevs av Wirth och Gustavo R. Spinelli 1993. Forcipomyia acinacis ingår i släktet Forcipomyia och familjen svidknott. Inga underarter finns listade i Catalogue of Life.